# Innlandet
Innlandet  é um dos 15 condados da Noruega.
Está situado no sudeste do país, sendo o único condado sem contacto com o mar.
Tem uma área de 49 391 km² e 370 603  habitantes (2021).

É o segundo maior condado da Noruega, abrangendo 17% do seu território continental. Alberga o maior lago do país – o Mjøsa, a montanha mais alta do país -  o Galdhøpiggen e o rio mais extenso do país – o Glomma. 
Tem a maior área agrícola e a maior exploração florestal do país. Há uma grande cultura de cevada, batata, legumes e morangos, e uma extensa criacão de porcos e galinhas. Nas suas florestas são abatidos sobretudo pinheiros.

O atual condado foi criado em 1 de janeiro de 2020 pela fusão dos antigos condados de Hedmark e Oppland.
No que respeita ao idioma, o condado é neutro (Nøytral). Algumas comunas utilizam o Norueguês Bokmål, outras o Norueguês Nynorsk, e ainda outras são neutras (Nøytral).

## Cidades
As principais cidades são:
- Hamar – 28 535
- Lillehammer – 21 111
- Gjøvik – 20 339
- Elverum – 15 301
- Kongsvinger – 12 149

## Comunas
O condado de Innlandet abrange 46 comunas desde a Reforma Regional da Noruega em 2020.

- Alvdal
- Dovre
- Eidskog
- Elverum
- Engerdal
- Etnedal
- Folldal
- Gausdal
- Gjøvik
- Gran
- Grue
- Hamar
- Kongsvinger
- Lesja
- Lillehammer
- Lom
- Løten
- Nord-Aurdal
- Nord-Fron
- Nord-Odal
- Nordre Land
- Os
- Rendalen
- Ringebu
- Ringsaker
- Sel
- Skjåk
- Stange
- Stor-Elvdal
- Søndre Land
- Sør-Aurdal
- Sør-Fron
- Sør-Odal
- Tolga
- Trysil
- Tynset
- Vang
- Vestre Slidre
- Vestre Toten
- Våler
- Vågå
- Østre Toten
- Øyer
- Øystre Slidre
- Åmot
- Åsnes

Condado de Innlandet
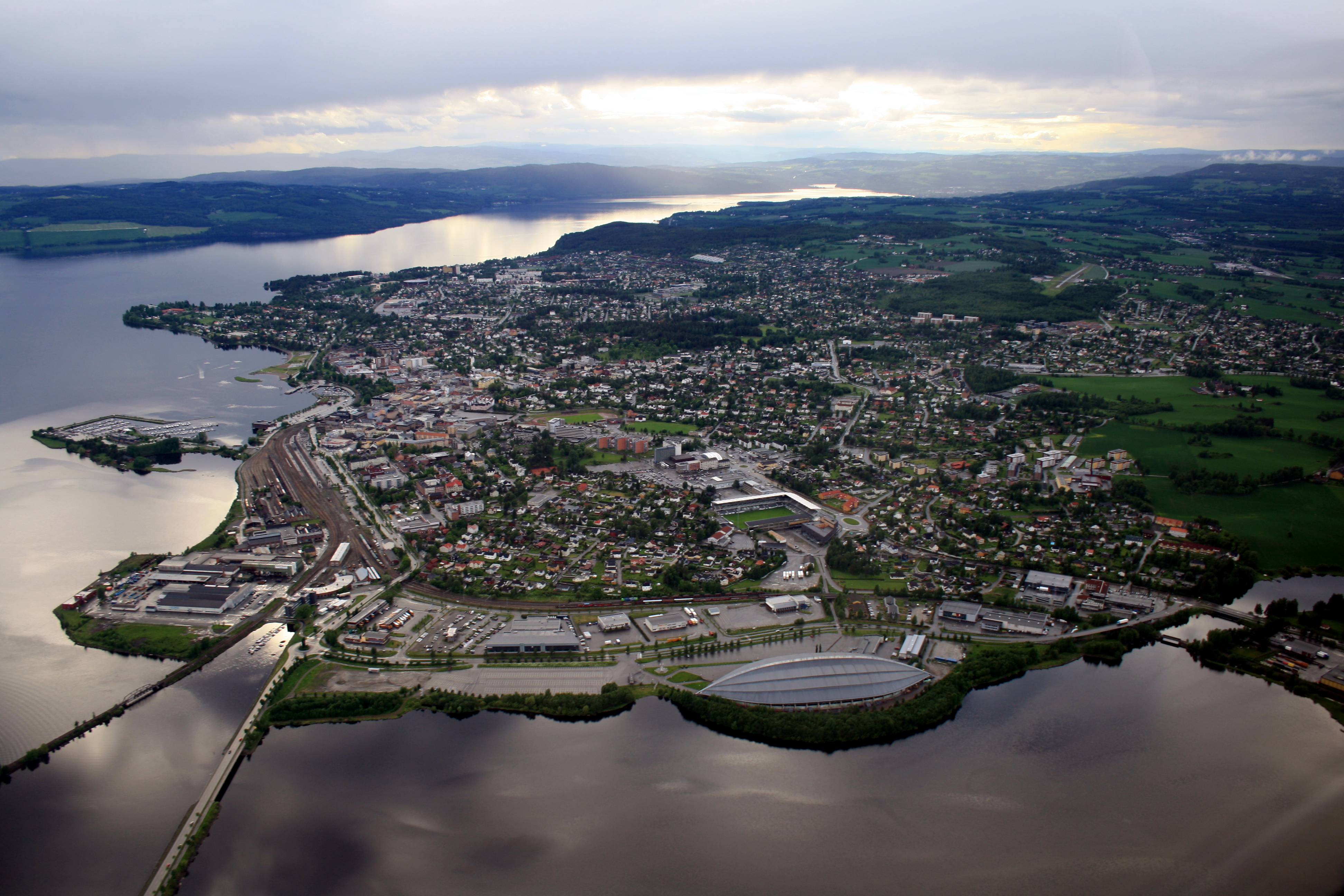
Hamar, a maior cidade do condado
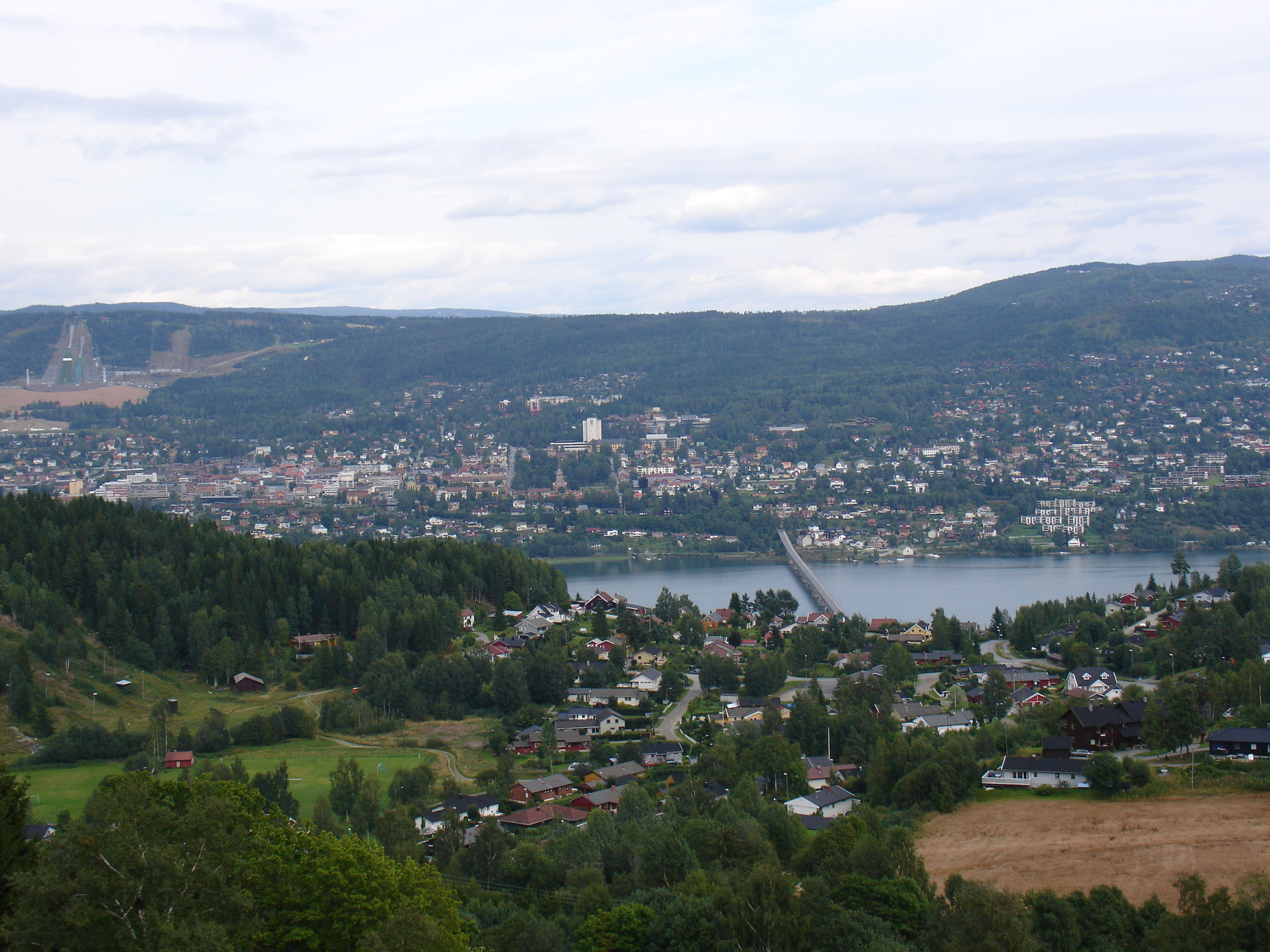
Lillehammer, a segunda maior cidade
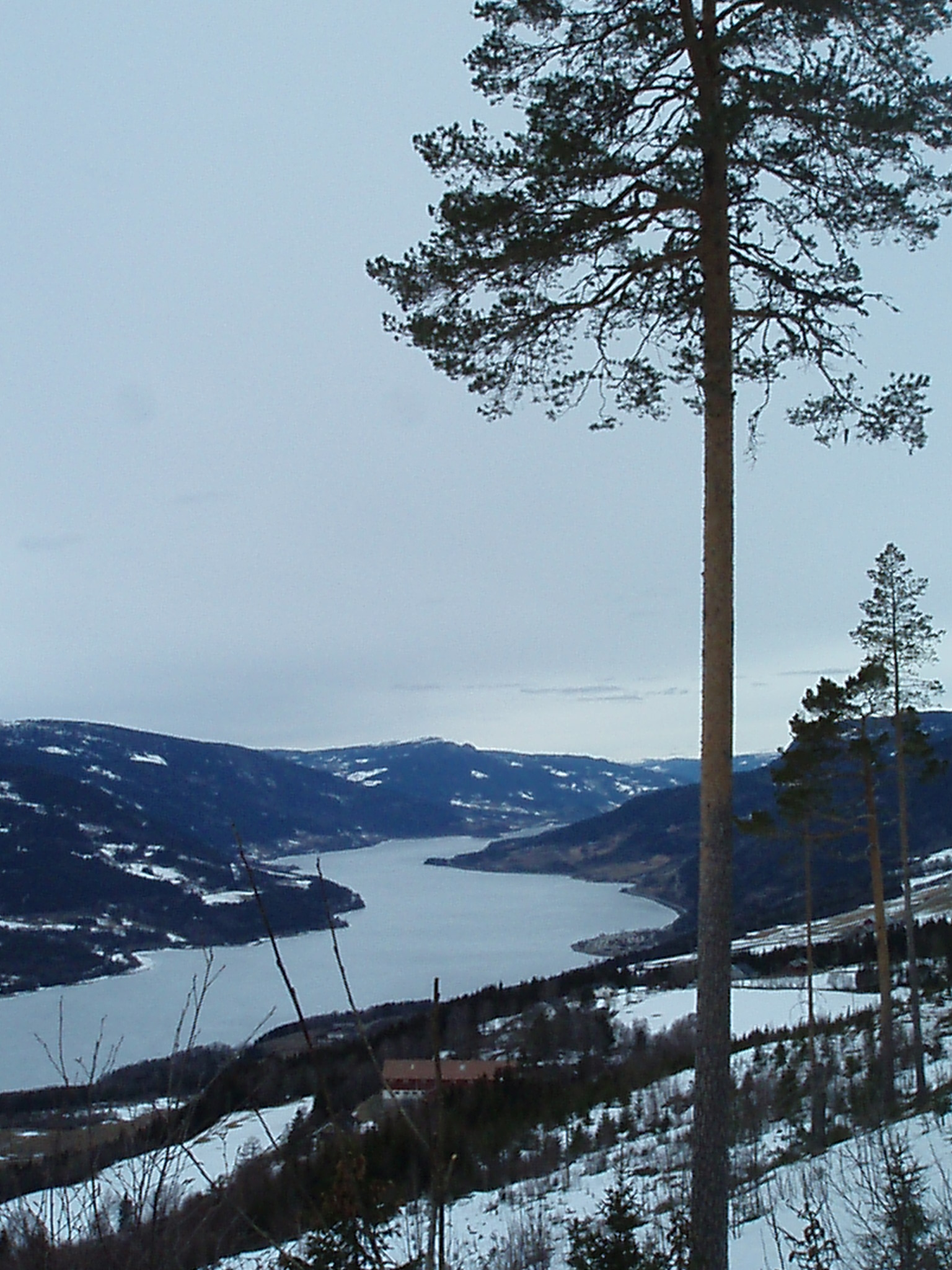
O grande vale Gudbrandsdal
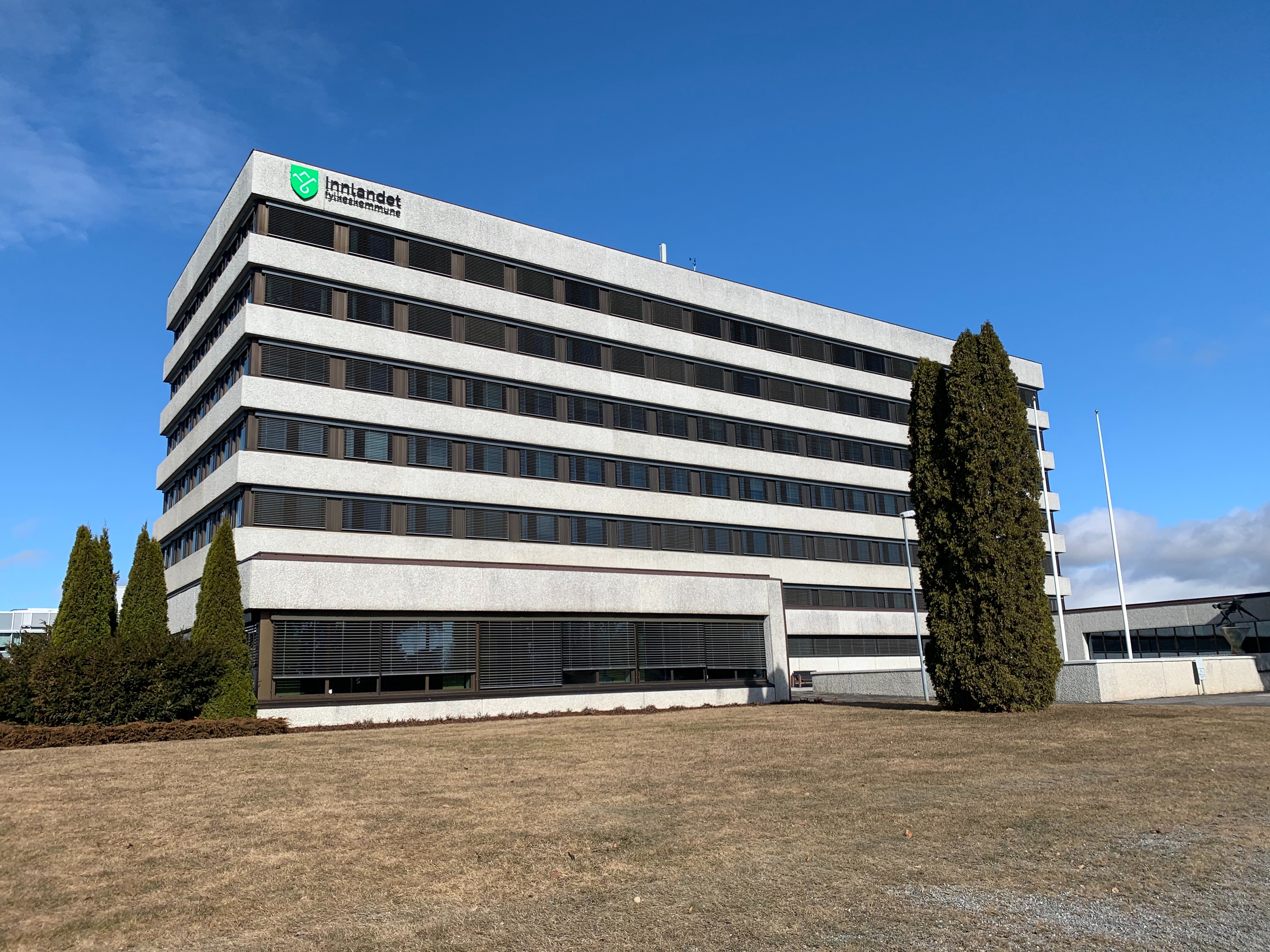
A administração do condado em Hamar